# Satanic Warmaster
Satanic Warmaster ist eine finnische Black-Metal-Band. Aufgrund ihrer in Texten und Interviews geäußerten Ideologie wird sie dem National Socialist Black Metal zugeordnet. Die Band hat weltweit zehntausende Alben ohne die Unterstützung großer Distributionen oder Labels verkauft. Das Album Fimbulwinter war im November 2014 auf Platz 14 der finnischen Albumcharts. Im Jahr 2023 war Satanic Warmaster zweimal mit dem Album Aamongandr auf Platz 4.

## Bandgeschichte
Satanic Warmaster wurde von Satanic Tyrant Werewolf gegründet, nachdem er die Band Horna verlassen hatte; die Idee, das Projekt zu gründen, entstand 1998. Er spielte auch bei Warloghe und in Seitenprojekten wie Pest, Blasphemous Evil, Shatargat und Blutrache; Shatraug von Horna erwähnte gegenüber dem Dark Blaze/Into the Pentagram auch ein NSBM-Projekt namens Opferblut, das stilistisch den französischen Bands und Graveland ähnele; von diesem gibt es jedoch keine Veröffentlichungen, allerdings erschien 2003 ein gleichnamiges Album von Satanic Warmaster. 1999 nahm Werewolf die ersten beiden Demos auf, 2000 ein weiteres und das ursprünglich als Debütalbum gedachte Black Metal Kommando, das er im November 2000 aufnahm, allerdings erst 2005 veröffentlichen ließ. Auf der EP Black Katharsis vertonte er das ursprünglich 1995 für sein Projekt Shatargat geschriebene Stück … Hiljaisuudesta. Bei dem Lied Chapter 2: Chronicles of Thy Astral Blood von der EP … Of the Night kollaborierte er mit S. Noktu Geiistmortt von Celestia und Drakkar Productions, mit dem ihn ein gutes Verhältnis verbindet. Die ersten Alben des Projekts erschienen bei Northern Heritage aus Finnland und ab dem Album Opferblut auch bei No Colours Records aus Deutschland. Das 2010 veröffentlichte Album Nachzehrer und einige weitere Aufnahmen erschienen beim Werewolf Records, welches von Satanic Tyrant Werewolf betrieben wird. Werewolf Records veröffentlichte auch einige Alben der finnischen rechtsextremen Band Goatmoon. 2015 erschien außerdem unter dem Namen Tireheb (Anspielung auf Beherit) eine LP, bei der Satanic Warmaster mit Moozzhead kollaborierte.

## Stil
Satanic Warmaster spielt einen rohen Black-Metal-Stil, der sich an dem älterer Bands orientiert; als Auswahl seiner Einflüsse nennt Werewolf auf seiner MySpace-Seite Vlad Tepes, Nåstrond, Black Funeral, Lord of Evil, Osculum Infame, Sarcófago, Morbid, Mayhem, Moonblood, Venom, Bathory und alte Emperor, gegenüber dem Northern Heritage Absurd, Graveland und Mistreat. Das Debüt-Album Strength and Honour erinnert stark an Graveland. Shatraug verglich den Stil von Satanic Warmaster mit Absurd, Vondur und Abruptum. Auf der Split-EP mit Akitsa spielt er in mittlerem Tempo und im Stil der 1980er Jahre im Sinne von Celtic Frost. Trotz Beibehaltung eines typischen Stils setzt Werewolf auch untypische Elemente wie in dem Lied Hold on to Your Dreams auf der Split-Single mit Krieg einen Break im Stil von Dissection ein.

## Ideologie
Die Website Endstation Rechts bezeichnet die Band als rechtsextrem und schreibt: „Satanic Warmaster zeichnet sich durch seine explizit nationalsozialistischen Intentionen aus, die teilweise in den Bezeichnungen der Titel […] und den Texten klar erkennbar sind“. Die Texte des Projekts befassen sich mit Natur, Folklore, Satanismus, Okkultismus und Krieg. Gegenüber dem finnischen Metal-Webzine Imperiumi beschrieb Satanic Tyrant Werewolf seine persönlichen Überzeugungen als pan-europäischen, traditionellen Satanismus, welcher auf die Verbesserung des Individuums durch die dunklen und destruktiven Kräfte der Natur und des Kosmos abziele; Satanismus konstituiere seine Weltanschauung zu 100 %.
Es finden sich aber auch heidnische Anleihen, beispielsweise in den Texten zu Raging Winter und The Blood of Our Fathers, in denen sich auf die Ahnen und alten Götter bezogen wird; letzterer bezeichnet das „heidnische Blut“ der Ahnen als Wegweiser der Starken. Da die Texte auch Passagen wie „Reign of tyranny, of magick and strength / Enthroned Aryan spirit the resurrection of our reich / Valour of pagan Europe / War and warrior’s blood“ (Strength and Honour) und „Sieg Heil! The sign of our cross rises“ (Wolves of Blood and Iron, beide vom Debüt Strength and Honour) beinhalten sowie wegen Veröffentlichungstiteln wie Gas Chamber, Split-Veröffentlichungen mit Bands wie Evil, Stutthof und Aryan Blood und der Carelian-Pagan-Madness-Tour mit den NSBM-Bands Absurd und Der Stürmer im Jahr 2008 wird die Band von Kritikern als rechtsextrem eingestuft, außerdem nennt er bei MySpace neben anderen die rechtsextremen Bands Lord of Evil und Osculum Infame als Einflüsse. Satanic Warmaster und die Organisatoren der Tournee stritten dies ab, Werewolf bezeichnete die politischen Vorwürfe als unbegründet und die lyrischen Interpretationen als krank.
2001 erklärte Werewolf gegenüber dem Northern Heritage, er wollte die Band nicht als auf den Nationalsozialismus verstanden wissen; er könne dies aber niemandem zum Vorwurf machen, es sei gewissermaßen beabsichtigt gewesen, zudem sei das Projekt von Bands wie Absurd, Graveland und Mistreat beeinflusst und habe Samples aus Adolf Hitlers Reden verwendet. Dennoch bestehe er darauf, dass das Konzept der Band mehr als Nationalsozialismus beinhalte. Noch im selben Jahr bezeichnete Shatraug von Horna sich selbst und Werewolf gegenüber dem Einsatzkommandos ‘Zine als Unterstützer des Nationalsozialismus. Werewolf war nach eigener Aussage „ein paar mal in Kontakt“ mit Hendrik Möbus von Absurd und „hatte immer einen guten Eindruck von ihm“. „Natürlich“ habe er „auch ihren musikalischen Werdegang über die Jahre verfolgt und ihre Musik immer genossen“.
In einem Interview mit der Black-Metal-News-Seite Mirgilus merkte Werewolf an:

“The influence cannot be denied, some of the most advanced social and political ideas were created during the iron regime of the Reich. Of course I am interested and feel strong sympathy for the ideals of that time.”

„Der Einfluss [des Dritten Reichs] kann nicht abgestritten werden, einige der fortgeschrittensten sozialen und politischen Ideen entstanden während des eisernen Regime des Reiches. Natürlich bin ich interessiert und hege starke Gefühle für die Ideale dieser Zeit.“

Auf die Frage, ob es nicht lächerlich wäre, dass antichristliche Texte akzeptiert würden und solche gegen Juden nicht, antwortete er:

“It is fucking ridiculous. It is ok to mock the 'King of the Jews' but not mock 'god's chosen race'. Fuck Jahweh and fuck Judaism.”

„Es ist verdammt lächerlich. Es ist in Ordnung, den ‚König der Juden‘ zu verspotten, aber nicht, ‚Gottes auserwählte Rasse‘ zu verspotten. Scheiß auf Jahweh und scheiß auf das Judentum.“

Die Terroranschläge am 11. September 2001 bezeichnete er als möglichen Hoax der von ihm als „JewSA“ bezeichneten USA zur Legitimation ihrer Kriegsführung.
Im Januar 2008 wurde die Band in finnischen Zeitungen mit NSBM in Verbindung gebracht, da sie zusammen mit Absurd und Der Stürmer auftreten sollte, deren Mitglied Hjarulv Henker Satanic Warmaster als eine der wenigen satanistischen Bands nennt, die er unterstütze und die für dieselbe Sache eintrete, obwohl sich heidnische und satanistische Bands oftmals gegenseitig ablehnen. Organisiert wurde die Veranstaltung von der Pagan Front. Im Vorfeld sorgte das Konzert für Aufsehen, da eine antirassistische Gruppe die Bürger davor warnte, sich in der Nähe des Konzertortes aufzuhalten. Das Konzert war bereits wenige Tage zuvor ausverkauft und wurde nach dem Protest an einen geheimen Ort verlegt.

## Diskografie

### Demos
- 2000: Bloody Ritual (The Black Order; 2004 auf der Split mit Gestapo 666 wiederveröffentlicht)
- 2013: Nova Ordo Ater (Rehearsal 2009)

### Alben
- 2001: Strength and Honour (Northern Heritage)
- 2003: Opferblut (No Colours Records)
- 2005: Carelian Satanist Madness (No Colours Records)
- 2006: Black Metal Kommando (No Colours Records)
- 2010: Nachzehrer (Werewolf Records, Northern Heritage)
- 2014: Fimbulwinter (Werewolf Records, Hells Headbangers, Zero Dimensional Records)
- 2014: From the Carelian Battlegrounds (Heavy Metal Super Star Records)
- 2022: Aamongandr

### EPs
- 2002: Black Katharsis (Northern Heritage)
- 2004: …Of the Night (No Colours Records)
- 2007: Revelation (No Colours Records)
- 2010: Ondskapens makt/Forgotten Graves (Northern Heritage)
- 2011: Winter’s Hunger / Torches (Northern Heritage)
- 2012: In Eternal Fire / Ghost Wolves (Northern Heritage)
- 2015: 瘴疠禁室 (Vinyl-Veröffentlichung von Gas Chamber mit Bonustitel; GoatowaRex)

### Split-Veröffentlichungen
- 2003: Krieg/Satanic Warmaster (Darkland Records)
- 2003: The True Face of Evil (Split mit The True Frost; Satanic Terror Productions)
- 2004: Akitsa/Satanic Warmaster (Nightmare Productions)
- 2004: Gestapo 666/Satanic Warmaster (Niessedrion Records)
- 2004: Clandestine Blaze/Satanic Warmaster (Northern Heritage)
- 2006: Stutthof/Satanic Warmaster (Zyklon-B Records)
- 2007: Aryan Blood/Satanic Warmaster (WKG)
- 2007: Dark Hymns (Split mit Mütiilation und Drowning the Light; GoatowaRex, Dark Adversary Productions)
- 2008: Return of Iron and Blood / Môt chûyên...chua quên (Split mit Vothana; Vothan666)
- 2008: Southern / Carelian – Black Metal Holocaust (Split mit Evil; Tanhu Records)
- 2008: Behexen/Satanic Warmaster (Hammer of Hate)
- 2014: Brazilian Ritual – Second Attack (Split-DVD mit Grave Desecrator, Impurity und Black Witchery)
- 2009: Leichenfeuer/Majesty of Wampyric Blood (Split mit Totenburg; Hammerbund Division Vinland)
- 2015: Lux Satanae (Thirteen Hymns of Finnish Devil Worship) (Split mit Archgoat; Hells Headbangers)

### Live-Aufnahmen
- 2007: Black Metal Massacre Live (Live-Album; Deathrash Armageddon)
- 2007: Werewolf Hate Attack Live!!! (Live-EP; Guttural Records)
- 2014: Death Live 2012 (Live-Album; Heavy Metal Super Star Records)

### Zusammenstellungen
- 2005: Black Metal Kommando / Gas Chamber (Werewolf Records)
- 2008: Revelation … of the Night (Tour de Garde)
- 2010: We Are the Worms That Crawl on the Broken Wings of an Angel
- 2014: Luciferian Torches (Zero Dimensional Records)

### Samplerbeiträge
- 2003: Lords and Tyrants auf Tormenting Legends – Blut & Eisen Compilation (Blut & Eisen Productions)
- 2005: Eaten by Rats (Fuck Off Version) auf Miasma CD Vol. 3 (Heldorado)
- 2006: The Call of the Black Forest auf Chronicles Of Tyranny & Blood – A Tribute to Graveland (Totenkopf Propaganda)
- 2006: Black Metal Death auf Satanic Skinhead: Declaration of Anti-Semetic Terror (Satanic Skinhead Propaganda; 2010 auf Satanic Skinhead Propaganda – Compilation Sampler 2010 wiederveröffentlicht)